# Oberonia helferi
Oberonia helferi är en orkidéart som beskrevs av Joseph Dalton Hooker. Oberonia helferi ingår i släktet Oberonia och familjen orkidéer. Inga underarter finns listade i Catalogue of Life.